# 79353 Andrewalday
79353 Andrewalday è un asteroide della fascia principale. Scoperto nel 1997, presenta un'orbita caratterizzata da un semiasse maggiore pari a 2,2891546 UA e da un'eccentricità di 0,0655990, inclinata di 6,42886° rispetto all'eclittica.
L'asteroide è dedicato al ricercatore statunitense Andrew Alday.